# Giải quần vợt vô địch quốc gia Pháp 1946 - Đơn nam
Marcel Bernard đánh bại Jaroslav Drobný 3–6, 2–6, 6–1, 6–4, 6–3 để giành chức vô địch Đơn nam tại Giải quần vợt vô địch quốc gia Pháp 1946.

## Kết quả
Kết quả Giải quần vợt vô địch quốc gia Pháp 1946.